# Барский дом
Барский дом — объект культурного наследия в Грозном. В этом доме с 1957 года до своей смерти в 1994 году проживал чеченский юрист, историк, правозащитник и общественный деятель Дзияудин Мальсагов.

## Описание
Дом занимает целый квартал в центре Грозного. Имеет с одной стороны два, а с другой — три этажа (третий этаж на части здания был достроен в 1930-е годы), квадратную в плане форму и арочные ворота, ведущие во внутренний дворик. Здание выходит на улицы Грибоедова и Угрюмова (бывшая Дагестанская), проспект Путина (бывший проспект Победы) и бульвар Эсамбаева (бывший проспект Революции).

## История
Был построен в 1923 году английскими нефтепромышленниками, занимавшимися добычей нефти в Грозном. Первоначально в здании находились конторские помещения и квартиры для специалистов. Позже здесь поселились семьи советской партийной элиты.
Здание пострадало в ходе первой чеченской войны и было почти полностью разрушено во время второй. В 2006 году здание было полностью восстановлено.
В 1998 году на фасаде дома была установлена мемориальная доска в честь Дзияудина Мальсагова, который проживал здесь в 1957—1994 годах. В годы второй чеченской войны она была уничтожена. Усилиями вдовы Мальсагова 7 августа 2012 года мемориальная доска была установлена вновь. Новую доску сделал сын мастера, сделавшего первую мемориальную доску.
На фасаде установлена мемориальная доска в честь одного из руководителей Чечено-Ингушетии в 1950-1960-х годах Муслима Гайрбекова:
В этом доме с 1957 по 1971 год жил и работал патриот чеченского народа, общественный и государственный деятель, Председатель организационного комитета Президиума Верховного Совета РСФСР по восстановлению Чечено-Ингушской АССР, председатель Совета Министров Чечено-Ингушской АССР Гайрбеков Муслим Гайрбекович (27.12.1913-20.6.1971).
В 2013 году Комитетом Правительства Чеченской Республики по туризму был включён в туристско-экскурсионный маршрут «Городская прогулка» — по достопримечательностям Грозного. В том же году здание посмотрели 35 тысяч туристов.